# Dovre nationalpark
Dovre nasjonalpark är en nationalpark i Dovre och Folldals kommuner i Norge. Parken omfattar 289 km² fjällnatur från Dovrefjell i norr till Grimsdalen i söder och bildades 2003.
Dovre nationalpark består av avrundade fjäll med en högsta höjd på 1700 meter. Berggrunden är lättvittrad, vilket har givit en rik flora. Samtliga norska fjällväxter finns i nationalparken. Vad gäller djurliv kan nämnas att den hotade vildrenen lever i Dovre nationalpark.
De första människorna kom till Dovre för 6000 år sedan. Det var jägar- och fångstkulturer som följde vildrenen. Flera arkeologiska fyndplatser från renjakten finns i parken. Den medeltida Pilgrimsvägen till Trondheim gick igenom Dovre nationapark.